# Zürichi és londoni megállapodás
A zürichi és londoni megállapodás egy nemzetközi egyezmény, amely alapját képezte Ciprus 1960-as függetlenné válásának és az új állam alkotmányos berendezkedésének. A tárgyalásokon három állam Görögország, Törökország és az Egyesült Királyság, valamint a két ciprusi közösség (a görög ciprióták és a török ciprióták) vezetői vettek részt. Az első megállapodás 1959. február 11-én született Zürichban. Ennek alapján fogalmazták meg az ország alkotmányát 1959. február 19-én az „alapító szerződés”-ben, Londonban. A megállapodások nyomán Ciprus 1960. augusztus 16-án független állammá vált. Ezen a napon az új állam és Görögország, Törökország és az Egyesült Királyság között Nicosiában megszületett a Garancia egyezmény (Treaty of Guarantee), amely felhatalmazta a három hatalmat, hogy katonákat állomásoztassanak a szigeten, és hogy együtt, vagy külön-külön fellépjenek Ciprus új alkotmányos rendjének védelmében.

## A résztvevők
A sziget görög ciprióta delegációját III. Makáriosz ciprusi érsek, a török ciprióták delegációját pedig Fazıl Küçük vezette. Makáriosz lett később az első elnök, Küçük pedig az alelnök. A tárgyalások meghatározó résztvevői a sziget korábbi gyarmattartója az Egyesült Királyság és a két anyaország Görögország és Törökország voltak.

## A megállapodások tartalma
A tárgyalásokon során a három állam akarata érvényesült: nyomást gyakoroltak a görög közösségre, hogy mondjon le a sziget Görögországgal való egyesítésének tervéről az enóziszról, és a török közösségre, hogy mondjon le a sziget kettéosztásának tervéről, a takszimról. Így az alkotmány megtiltotta Ciprus egyesülését bármely másik állammal.
A megállapodások a sziget lakosságát etnikai alapon két közösségre osztották: a görögöknek 70%-os, a törököknek 30%-os arányt biztosítottak a politikai hatalomban és a köztestületekben. A két közösség egymástól függetlenül választotta meg az ország tisztségviselőit: a görög ciprióták adták az ország elnökét, míg a török ciprióták az alelnököt. Mindkettőjüknek vétó joga volt a törvényeket illetően. A tízfős minisztertanácsba három főt delegált a török alelnök.
A képviselőház – amelynek tagjait szintén egymástól függetlenül választotta a két közösség – nem változtathatott az ország alkotmányán csak akkor, ha azt mind a görög ciprióta, mind a török ciprióta képviselők kétharmada támogatta.
A Garancia egyezmény lehetővé tette, hogy Görögország 950, Törökország pedig 650 katonát állomásoztasson Cipruson. Az Egyesült Királyság szuverén területként megtarthatta Akrotíri és Dekélia nevű katonai támaszpontjait a szigeten.

## A megállapodások utóélete
A megállapodások hosszú távon nem bizonyultak sikeresnek, az állam működését és területi egységét nem sikerült biztosítaniuk. A '60-as és '70-es években a két közösség közötti feszültség folyamatos fegyveres összetűzéseket eredményezett. 1974-ben előbb görög ciprióta katonák puccsot hajtottak végre, majd Törökország lerohanta az országot és megszállta annak egyharmadát. A konfliktust nem sikerült rendezni és 1983-ban a megszállt területen egyoldalúan kikiáltották a csak Törökország által elismert Észak-Ciprusi Török Köztársaságot.